# Брюггергосман, Миша
Миша Брюггергосман, собственно Миша Энн Госман (англ. Measha Brueggergosman, Measha Ann Gosman; 28 июня 1977, Фредериктон, Нью-Брансуик, Канада) — канадская оперная и концертная певица (сопрано). Лауреат премии «Джуно» за лучший вокальный классический альбом года (2008), Премии генерал-губернатора в области сценических искусств (2024).

## Биография
Предки Миши были афроамериканцами из камерунской народности басса. Во время Войны за независимость они бежали от рабства и в 1783 были перевезены англичанами из Нью-Йорка в Новую Шотландию. В детстве Миша пела в хоре баптистской церкви. С семи лет стала учиться вокалу и фортепиано в родном городе, летом занималась в Бостонской консерватории и певческом лагере в Ротсе (Нью-Брансуик). Окончила Университет Торонто со степенью бакалавра музыки. Пять лет училась у Эдит Винс в Высшей музыкальной школе Роберта Шумана в Дюссельдорфе, где получила диплом магистра и познакомилась со своим будущим мужем Маркусом Брюггером; в браке (1999) супруги соединили свои фамилии.
В 2007 объехала с концертами Восточную Африку. В ноябре того же год дебютировала в Карнеги-холле, исполнив песни Бриттена, Пуленка, Рорема, Сати, негритянские спиричуэлс.
В июне 2009 перенесла операцию на открытом сердце. После трех месяцев выздоровления, похудев на 82 кг, вернулась на сцену и выступила в сентябре на Торонтском кинофестивале.
Пела на открытии зимних Олимпийских игр 2010 в Ванкувере. Несколько раз снялась в кино.

## Репертуар
В 1998 и 1999 дебютировала в Торонто и Новой Шотландии в опере Беатрис Ченси, спев заглавную партию в антиколониальном сочинении Джеймса Рольфа по мотивам трагедии Шелли Ченчи (в 2000 Canadian Broadcasting Corporation сняла по этой постановке фильм).
В репертуаре певицы Моцарт (Милосердие Тита, Идоменей), Бетховен (Симфония № 9), Мендельсон (оратория Илия), Вагнер (песни на стихи Матильды Везендонк), Берлиоз (вокальный цикл Летние ночи), Бизе (Кармен), Верди (Реквием), Пуччини (Турандот), Массне (оратория Богоматерь), Дворжак (Te Deum), Малер (вокальный цикл Волшебный рог мальчика), Рихард Штраус (Электра, вокальный цикл Последние песни), Яначек (Глаголическая месса), Мессиан (Стихи для Ми), Курт Вайль (Возвышение и падение города Махагонни), Пуленк (Диалоги кармелиток), Майкл Типпетт (оратория Дитя нашего времени), Бриттен (Военный реквием), Лучано Берио (Recital I for Cathy), Петер Этвёш (Snatches of a Conversation), Пендерецкий (Credo), Уильям Болком (вокальный цикл Песни невинности и опыта), Джейк Хеджи (опера Мертвец идет), песни Шуберта, Шумана, Листа, Шоссона, Равеля, Рейнальдо Ана, Анри Дюпарка, Шёнберга, Джона Кейджа, Гершвина, Копленда, Барбера, Джони Митчелл и др.
Выступала с Торонтским, Монреальским, Сент-Луисским, Лондонским симфоническими оркестрами, Кливлендским оркестром, Ensemble Intercontemporain. Работала с такими дирижёрами, как Пьер Булез, Эндрю Пэрротт, Пинхас Цукерман, Даниэль Баренбойм, Эндрю Дэвис, Жерар Мортье, Майкл Тилсон Томас, Леонард Слаткин, Франц Вельзер-Мёст, Лотар Загрошек, Осмо Вянскя, Пааво Ярви, Саймон Рэттл, Петер Этвёш, Кристоф Эшенбах, Гельмут Риллинг, Дэниел Хардинг, Жереми Рорер, Густаво Дудамель, Пабло Эрас-Касадо.
Её партнерами были Джесси Норман, Бригитта Фассбендер, Хокан Хагегорд, Томас Квастхофф, Лейф Уве Андснес, Жан Ив Тибоде, Роджер Виньоль, Рудольф Пьернай и др.

## Признание
Первая премия на Монреальском международном конкурсе исполнителей (2002), на Международном вокальном конкурсе в Хертогенбосе (2004), вторая премия на международном конкурсе музыкантов имени королевы Сони (2003), премии на международных конкурсах в Лондоне, Нью-Йорке, Мюнхене. Премия «Джуно» за лучший классический альбом года Surprise (2008), её второй альбом песен Night and Dreams (2010) был номинирован на премию «Джуно». Лауреат Премии генерал-губернатора в области сценических искусств (2024).
О певице снят документальный фильм Measha Brueggergosman: Spirit in Her Voice (2003).